# Diagonaalmatrix
In de lineaire algebra is een diagonaalmatrix een vierkante matrix, waarvan alle elementen behalve de hoofddiagonaal (↘) gelijk aan nul zijn. De diagonale elementen kunnen al of niet gelijk zijn aan nul. De {\displaystyle n\times n}-matrix {\displaystyle \mathbf {D} =(d_{i,j})} is een diagonaalmatrix als voor alle {\displaystyle i,j\in \{1,2,\ldots ,n\}}:
{\displaystyle d_{i,j}=0{\mbox{ voor }}i\neq j}
Diagonaalmatrices worden volledig bepaald door de waarden van de elementen op de hoofddiagonaal. Een gebruikelijke schrijfwijze is 
{\displaystyle \mathbf {D} ={\rm {diag}}(d_{1},d_{2},\ldots ,d_{n})={\begin{bmatrix}d_{1}&0&\ldots &0\\0&d_{2}&\ddots &\vdots \\\vdots &\ddots &\ddots &0\\0&\ldots &0&d_{n}\end{bmatrix}}}.
De som van de elementen op de hoofddiagonaal van de diagonaalmatrix {\displaystyle \mathbf {D} } wordt het spoor van {\displaystyle \mathbf {D} } genoemd, symbool: {\displaystyle \operatorname {sp} (\mathbf {D} )}, en is bijgevolg gedefinieerd als:
{\displaystyle \operatorname {sp} (\mathbf {D} )=\sum _{i=1}^{n}d_{i}=d_{1}+d_{2}+\ldots +d_{n}}

## Voorbeelden
De volgende matrix {\displaystyle \mathbf {M} } is een diagonaalmatrix:
{\displaystyle \mathbf {M} ={\begin{bmatrix}3&0&0&0\\0&1/3&0&0\\0&0&-1&0\\0&0&0&1/2\\\end{bmatrix}}}.
Men noteert de diagonaalmatrix ook wel als: {\displaystyle \mathbf {M} ={\rm {diag}}(3,1/3,-1,1/2).}
Merk op dat de inverse en de macht van een diagonaalmatrix te bepalen zijn door de diagonaalelementen tot de macht {\displaystyle -1} en {\displaystyle n} nemen.
De inverse van de matrix hierboven is dan:
{\displaystyle \mathbf {M} ^{-1}={\begin{bmatrix}1/3&0&0&0\\0&3&0&0\\0&0&-1&0\\0&0&0&2\\\end{bmatrix}}},
en de {\displaystyle n}-de macht:
{\displaystyle \mathbf {M} ^{n}={\begin{bmatrix}3^{n}&0&0&0\\0&1/3^{n}&0&0\\0&0&(-1)^{n}&0\\0&0&0&1/2^{n}\\\end{bmatrix}}}.
De determinant van een dergelijke matrix is te bepalen door alle elementen van de diagonaal met elkaar te vermenigvuldigen. De determinant van {\displaystyle \mathbf {M} } is: 
{\displaystyle {\mbox{det}}(\mathbf {M} )={\begin{vmatrix}3&0&0&0\\0&1/3&0&0\\0&0&-1&0\\0&0&0&1/2\\\end{vmatrix}}=3\times {\tfrac {1}{3}}\times (-1)\times {\tfrac {1}{2}}=-{\tfrac {1}{2}}}
De eenheidsmatrix is een diagonaalmatrix.